# Bungō Stray Dogs: Beast
Bungō Stray Dogs: Beast (「文豪ストレイドッグス BEAST」?) es una película de acción real japonesa, estrenada el 7 de enero de 2022. Dirigida por Kōichi Sakamoto y escrita por Kafka Asagiri, se basa en la novela ligera homónima de Asagiri. La película está ambientada en un universo alternativo de Bungō Stray Dogs.

## Sinopsis
La historia se centra en Ryūnosuke Akutagawa, un joven que jura vengarse de un misterioso hombre vestido de negro y rescatar a su hermana menor, Gin. Sin embargo, cuando está a punto de morir de hambre, aparece un detective de la Agencia Armada de Detectives.

## Reparto
- Shōhei Hashimoto como Ryūnosuke Akutagawa
- Yūki Torigoe como Atsushi Nakajima
- Masashi Taniguchi como Sakunosuke Oda
- Teruma como Doppo Kunikida
- Ryōki Nagae como Ranpo Edogawa
- Kōsuke Kuwano como Jun'ichirō Tanizaki
- Hitoshi Horinouchi como Kenji Miyazawa
- Ao Hirokawa como Akiko Yosano
- Akari Saitō como Naomi Tanizaki
- Rui Tabuchi como Osamu Dazai
- Sakina Kuwae como Kyōka Izumi
- Ayaka Konno como Gin Akutagawa
- Keisuke Ueda como Chūya Nakahara
- Mitsu Murata como Tatsuhiko Shibusawa
- Yūta Kishimoto como Fiódor Dostoyevski
- Keisuke Minami como el director del orfanato
- Hirofumi Araki como Ango Sakaguchi

## Producción
El estreno de una película de acción real basada en la novela ligera homónima de Kafka Asagiri fue anunciado en marzo de 2020. Asagiri se encargó de escribir el guion, mientras que Kōichi Sakamoto dirigió la película. El elenco se compone de los mismos actores de las obras teatrales, con la excepción de Rui Tabuchi, quien reemplazó al actor Hideya Tawada en su papel de Osamu Dazai en 2021. Varios actores comentaron que la película tendría un estilo diferente al de las obras de teatro.
Taku Iwasaki compuso la banda sonora y el grupo de rock Granrodeo interpretó la canción Tokei Mawari no Torque. Iwasaki afirmó que compuso una banda sonora que contrastara con la del anime. Granrodeo trató de expresar el contraste entre la justicia y el mal en la canción.
Asagiri, como guionista, aportó más contenido que no aparece en la novela ligera, incluyendo más personajes.